# Baikuntha
Baikuntha (nep. बैकुण्ठे) – gaun wikas samiti we wschodniej części Nepalu w strefie Kośi w dystrykcie Bhojpur. Według nepalskiego spisu powszechnego z 2001 roku liczył on 644 gospodarstw domowych i 3353 mieszkańców (1746 kobiet i 1607 mężczyzn).